# Zygocanna purpurea
Zygocanna purpurea is een hydroïdpoliep uit de familie Aequoreidae. De poliep komt uit het geslacht Zygocanna. Zygocanna purpurea werd in 1810 voor het eerst wetenschappelijk beschreven door Péron & Lesueur. 